# 豊興サービス
豊興サービス株式会社（ほうこうサービス、英文社名 HOKO SERVICE Inc..）とは、
大阪府泉北郡忠岡町に本社を置く運送会社である。

## 概要
豊興サービスは、1986年（昭和61年）の会社設立以来、物流の分野において多くの事業を展開してきたという。
現在、生活協同組合、コンビニ業界、ドラッグストア業界を主要な取引先とし、トラック輸送による各種商品の供給など、様々な業務を営んでいる。

## 沿革
- 1986（昭和61）年6月 - 豊興サービス株式会社を設立
- 1992（平成4）年6月 - 子会社の「ジャパンパレック株式会社」を設立
- 1992（平成4）年12月 - 三重県に「三重営業所」を開設
- 1993（平成5）年3月 - 和歌山県に「和歌山営業所」を開設
- 2001（平成13）年10月 - 福岡県に「福岡営業所」を開設
- 2004（平成16）年2月 - テクノステージ和泉に「和泉テクノ営業所」を開設
- 2004（平成16）年5月 - 忠岡町の本社がISO9001認証を取得
- 2004（平成16）年10月 - 近畿運輸局長優良事業者表彰を受賞
- 2004（平成16）年12月 - 豊興サービスグループ全体が安全性優良事業所認定を取得
- 2005（平成17）年7月 - 福岡営業所がISO9001認証を取得
- 2010（平成22）年9月 - 「高石センター」を開設
- 2013（平成25）年12月 - 「泉倉庫」を開設
- 2016（平成28）年8月 - 「岸和田営業所」を開設
- 2018（平成30）年8月 - 「臨海町倉庫」を開設
- 2019（令和1）年12月 - 「清水町倉庫」を開設

## 事業所所在地

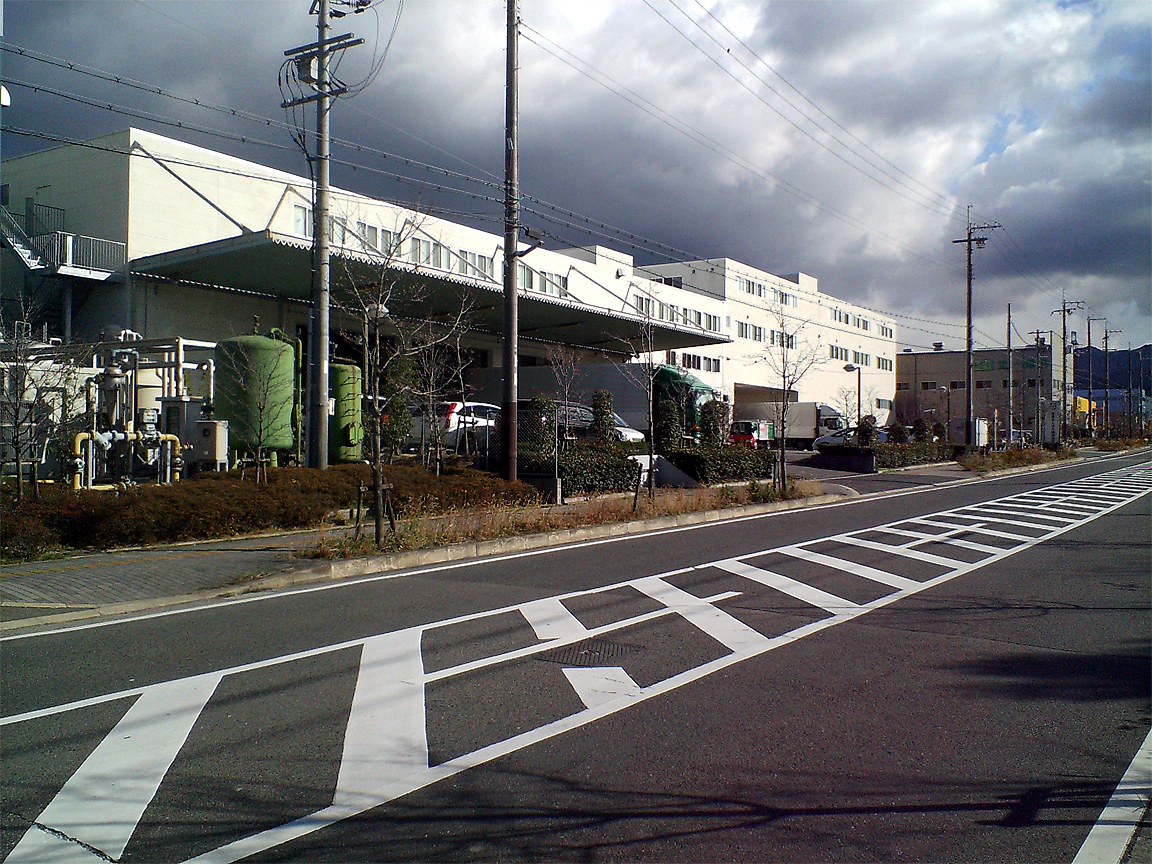
和泉テクノ営業所

### 本社
- 〒595-0812
 大阪府泉北郡忠岡町忠岡中3-1551-1

### 和泉テクノ営業所
- 〒594-1144
 大阪府和泉市テクノステージ1-3-23

### 和歌山営業所
- 〒643-0001
 和歌山県有田郡湯浅町大字山田1951-3
（わかやま市民生活協同組合内）

### 三重営業所
- 〒514-0817
 三重県津市高茶屋小森町1430
（サークルK三重センター内）

### 福岡営業所
- 〒811-0117
 福岡県糟屋郡新宮町大字上府字椎ノ木676-1

### 関連会社
- ジャパンパレック株式会社
〒595-0812
 大阪府泉北郡忠岡町忠岡中3-1551-1